# 172 aC
El 172 aC va ser un any del calendari romà prejulià. Durant la República i l'Imperi Romà es coneixia com l'Any del Consolat de Lenat i Eli o també any 582 Ab urbe condita o de la fundació de la ciutat). L'ús del nom «172 aC» per referir-se a aquest any es remunta a l'alta edat mitjana, quan el sistema Anno Domini va ser el mètode de numeració dels anys més comú a Europa.

## Esdeveniments

### Antiga Grècia
- Perseu de Macedònia lluita contra Abrúpolis, rei dels odrisis i l'expulsa del seu territori. Sembla que aquest conflicte té a veure amb l'inici de la Tercera Guerra Macedònica, ja que Roma es molesta per l'expulsió d'un aliat del seu propi país.[2]

### Antiga Roma
- Aquest any són elegits cònsols Gai Popil·li Lenat i Publi Eli Lígur.[3]
- Popil·li Lenat és germà de Marc Popil·li Lenat, cònsol l'any anterior (173 aC) que havia tractat els lígurs de forma ignominiosa. Amb la seva actuació dona suport al seu germà i n'impedeix el càstig. Tot l'any es caracteritza per les discussions entre ell i el Senat per defensar al seu germà.[4]
- Eli Lígur obté Ligúria com a província, i allí rep segurament el seu cognomen. És el primer plebeu que té per col·lega al consolat a un altre plebeu, ja que Popil·li també n'és.[5][6]
- El Senat rep una ambaixada de Cartago, que es queixa de les apropiacions de territori que fa Massinissa, rei dels númides. Massinissa envia al seu fill Gulussa per oposar-se a les queixes dels ambaixadors.[7][8]
- Èumenes II de Pèrgam visita Roma, on és rebut amb molta distinció. De tornada passa per Delfos on s'escapa per poc d'un atemptat organitzat per Perseu de Macedònia en col·laboració amb Praxo, una dama amb la que tenia relacions d'hospitalitat.[9]
- Gai Valeri Leví, que havia anat com a legat a Alexandria, torna a Roma portant presonera Praxo, acusada de participar en l'intent d'assassinat d'Èumenes II de Pèrgam.[9]
- Gai Cicereu, pretor l'any anterior, que havia obtingut Sardenya com a província, va anar per ordre del Senat romà a Còrsega per dirigir la guerra contra els rebels. Va fer la guerra als corsos i els va concedir la pau a canvi d'un tribut, i llavors va anar a Sardenya. Al tornar a Roma aquest any, demana els honors del triomf, que el Senat no concedeix al·legant que no havia vençut a la seva província. Celebra el triomf pel seu compte al Mont Albà, on construeix un temple a Juno Moneta en commemoració de la victòria.[10]